# Dora Maar
Dora Maar, pravim imenom Henriette Theodora Markovitch, (Tours, 22. studenoga 1907. – Pariz, 16. srpnja 1997.) bila je francuska slikarica, fotografkinja i pjesnikinja, poznata Picassova muza, koju je portretirao na brojnim portretima tijekom njihove burne ljubavne veze tijekom 1930-ih.
Osim toga, Dora Maar poznata je po brojnim foto-portretima Pabla Picassa u vrijeme slikanja njegove čuvene Guernice.

## Životopis
Bila je kći hrvatskog arhitekta Josipa Markovića i francuskinje Louise Julie Voisin. Živjela je na relaciji Argentina - Francuska.
Počela je studirati slikarstvo u Parizu 1927. godine, ali se ubrzo prebacila na fotografiju na École de Photographie de la Ville de Paris. U sljedećih nekoliko godina uspjela se etablirati kao vrsna portretistica kruga istaknutih nadrealista: André Breton, Man Ray, Paul Eluard.., ali i kao dobra umjetnica vještih foto-montaža, portreta, aktova, pejzaža, modnih i reklamnih fotografija i uličnih scena Pariza, Londona i Barcelone.
Picassa je upoznala u siječnju 1936. godine (u dobi od 29 godina), na terasi kafea Les Deux Magots (Saint-Germain-des-Prés, Pariz) gdje je došla u pratnji pjesnika Paula Eluarda. Dora je svojom ljepotom i izvrsnim znanjem španjolskog jezika fascinirala Picassa. Postali su ljubavnici, a njihov odnos je potrajao gotovo devet godina.
Picasso je izradio brojne portrete tužne Dore (patila je jer nije mogla imati djece) i zvao je svojom privatnom muzom. Nakon njihova razlaza 1945. godine doživjela je emocionalni slom, nakon kojeg se dugo oporavljala, pišući poeziju i slikajući gotovo apstraktne krajolike južne Francuske, uz povremeni rad na fotografiji.

## Zanimljivosti
- Jedan od portreta Dore Maar koji je naslikao Picasso ukraden s jedne saudijske jahte u Antibesu između 7. i 11. ožujka 1999. godine.[3]

## Vanjske poveznice
- Dora Maar, na portalu Encyclopædia Britannica Online (engl.)
- Dora Maar  Arhivirana inačica izvorne stranice od 23. siječnja 2020. (Wayback Machine), (sadrži fotografije i slike Dore Maar i njezine portrete) (engl.)
- Donald Goddard, Dora Maar: Photographer (engl.)